# Reporters (film)
Pour les articles homonymes, voir Reporters.
Pour plus de détails, voir Fiche technique et Distribution.
Reporters est un long-métrage documentaire français de Raymond Depardon sorti en 1981.

## Synopsis
Le métier de reporters filmé par le réalisateur et photographe Raymond Depardon. Caméra à l'épaule et sans aucun commentaire, ce film est caractéristique d'une certaine forme de cinéma direct.
Entre le 1er et le 31 octobre 1980, le cinéaste suit les reporters photographes de l'agence Gamma qui ont couvert les événements du mois et leur couverture de toutes les actualités : économique, culturelle, sportive ou politique...
On peut y voir notamment le candidat RPR Jacques Chirac allant à la rencontre de commerçants parisiens dans le cadre de sa campagne pour l'élection présidentielle française de 1981, le départ de Valéry Giscard d'Estaing en Chine, la campagne de Georges Marchais, la première de Sauve qui peut (la vie) à la Cinémathèque française, Michel Rocard à la mairie de Conflans-Ste-Honorine, François Mitterrand au Palais du Luxembourg, la soirée Cartier Place Vendôme, Coluche au théâtre du Gymnase lors de sa conférence de presse, Joël Le Theule au Fort de Vincennes.

## Fiche technique
- Réalisation : Raymond Depardon
- Musique : Serge Gainsbourg
- Distributeur : Pari Films
- Année : 1981
- Pays :  France[1]

## Distribution
- Francis Apestéguy [2]
- Raymond Barre
- Jean-Gabriel Barthélémy
- Omar Bongo
- Christian Bonnet
- Yvon Bourges
- Marc Bulka
- François Caron
- Jacques Chirac
- Coluche
- Mireille Darc
- Jean Dausset
- Florys de Bonneville
- Philippe de Gaulle
- Alain Delon
- Catherine Deneuve
- Arnaud de Wildenberg
- Jean-Claude Francolon
- Serge Gainsbourg
- Richard Gere
- Valéry Giscard d'Estaing
- Jean-Luc Godard
- Gene Kelly
- François Lehr
- Joël Le Theule
- Ivan Levaï
- Edmond Maire
- Georges Marchais
- Mireille Mathieu
- Max Meynier
- François Mitterrand
- Jean Monteux
- Yves Mourousi
- Vaclav Neumann
- Christina Onassis
- Claude Perdriel
- Michel Rocard

## Distinctions
- Raymond Depardon obtient en 1982 le César du meilleur court-métrage documentaire pour Reporters